# Unité urbaine de Cysoing
L'unité urbaine de  est une unité urbaine française centrée sur les communes de Cysoing et Sainghin-en-Mélantois, dans le département du Nord en région Hauts-de-France.

## Données générales
Dans le zonage réalisé par l'Insee en 2010, l'unité urbaine était composée de cinq communes.
Dans le nouveau zonage réalisé en 2020, elle est composée des cinq mêmes communes.
En 2022, avec 10 907 habitants, elle représente la 15e unité urbaine du département du Nord.
En 2021, sa densité de population s'élève à 303 hab/km2. Par sa superficie, elle représente 0,63 % du territoire départemental et, par sa population, elle regroupe 0,42 % de la population du département du Nord.

## Composition 2020 de l'unité urbaine
Elle est composée des cinq communes suivantes :
| Nom                   | Code Insee | Département | Statut       | Superficie (km2) | Population (dernière pop. légale) | Densité (hab./km2) | Modifier                                    |
| --------------------- | ---------- | ----------- | ------------ | ---------------- | --------------------------------- | ------------------ | ------------------------------------------- |
| Cysoing               | 59168      | Nord        | ville-centre | 13,62            | 4 717 (2022)                      | 346                | modifier les données · modifier les données |
| Sainghin-en-Mélantois | 59523      | Nord        | ville-centre | 10,48            | 2 844 (2022)                      | 271                | modifier les données · modifier les données |
| Bourghelles           | 59096      | Nord        | banlieue     | 6,55             | 1 678 (2022)                      | 256                | modifier les données · modifier les données |
| Bouvines              | 59106      | Nord        | banlieue     | 2,71             | 766 (2022)                        | 283                | modifier les données · modifier les données |
| Louvil                | 59364      | Nord        | banlieue     | 2,50             | 902 (2022)                        | 361                | modifier les données · modifier les données |

## Évolution démographique
| 1968  | 1975  | 1982  | 1990  | 1999  | 2010   | 2015   | 2021   |
| ----- | ----- | ----- | ----- | ----- | ------ | ------ | ------ |
| 7 160 | 7 821 | 8 261 | 8 969 | 9 787 | 10 178 | 10 786 | 10 893 |

#### Données générales
- Unité urbaine en France
- Aire d'attraction d'une ville
- Liste des unités urbaines de France

#### Données démographiques en rapport avec l'unité urbaine de Cysoing
- Aire d'attraction de Lille (partie française)
- Arrondissement de Lille

#### Données démographiques en rapport avec le Nord
- Démographie du Nord